# Cascina Sette Pozzi
La cascina Sette Pozzi è una cascina sita nel territorio comunale di Malagnino, a sud del centro abitato.

## Storia
La località di Sette Pozzi era un piccolo insediamento agricolo di antica origine del Contado di Cremona con 28 abitanti a metà Settecento.
Dal 1757 il comune di Sette Pozzi risulta comprendere anche le frazioni di Casalmalombra e Santa Lucia Lama.
In età napoleonica, dal 1810 al 1816, Sette Pozzi fu già frazione di Malagnino, ma recuperò poi l'autonomia con la costituzione del Regno Lombardo-Veneto.
I governanti austriaci si resero però presto conto dell'insostenibilità di una così piccola comunità, e prima nel 1823 gli inglobarono San Giacomo Lovera e poi nel 1828 riannessero il comune a Malagnino.